# ノースカロライナ (戦艦)
ノースカロライナ  (USS North Carolina, BB-55) は、アメリカ海軍が第二次世界大戦で運用した戦艦。
ノースカロライナ級戦艦のネームシップ。
艦名はノースカロライナ州に因む。
その名を持つ艦としては3隻目にあたる。
姉妹艦は、「ワシントン (USS Washington, BB-56) 」。

## 概要
ノースカロライナ級戦艦は、大和型戦艦と同世代艦である。1930年代中旬、ロンドン海軍軍縮条約が解かれることに伴い、アメリカ海軍は新世代戦艦の建造を決定した。
コロラド級戦艦より十数年振りの新規戦艦であった。
旧式戦艦の代艦と、仮想敵国に対する主力艦の数的優位を確保するという側面もある。
当時のヨーロッパでは、ドイツ海軍のドイッチュラント級装甲艦（通称ポケット戦艦）を皮切りに建艦競争が再燃していた。続々と登場する新世代戦艦やヨーロッパの時局を鑑み、アメリカも対応に迫られていたのである。
1930年代中盤のアメリカ海軍は、口径16インチ（40.6cm）以上の砲を搭載禁止とする第二次ロンドン条約の締結を見越して新世代の条約型戦艦を検討した。基準排水量35,000トンの船体に、14インチ（35.6cm）砲12門（四連装砲塔3基）を搭載する予定だった。
だが大日本帝国が締結を拒否し、軍縮条約から脱退してしまう。
日本は第三次海軍補充計画を発表する。マル3計画で日本海軍が建造すると表明した新型戦艦（大和型戦艦）について、列強は16インチ砲8門から9門搭載、基準排水量35,000トン～45,000トンの高速戦艦と推測した。五万トン級戦艦との憶測も流れた。

大和型戦艦や、15インチ砲を装備したヨーロッパの新世代戦艦に対抗するため、本級も主砲を急遽16インチ砲に変更した。
しかし当時のアメリカ海軍の軍艦はパナマ運河を通過することを前提にしており、さらに元来14インチ砲搭載艦として設計されたため、防御も基本的に同世代艦（14インチ～16インチ砲）に対抗できるものに留まった。
また本級は従来のアメリカ戦艦と比較して速力にも重点を置いており、27ノット以上を発揮する高速戦艦であった。
本艦はニューヨーク海軍工廠（その後、ブルックリン海軍工廠に改名）で建造される。
1937年（昭和12年）10月27日に起工した。
1941年（昭和16年）4月9日に就役したが、いくつかの不具合に悩まされた。
太平洋戦争開戦後の1942年（昭和17年）8月よりフレッチャー提督の機動部隊に所属して、ウォッチタワー作戦にともなう輸送部隊の護衛、航空母艦の直衛といった任務に就いた。第二次ソロモン海戦では、空母エンタープライズの直衛艦として活躍した。
同年9月15日、伊号第十九潜水艦（潜水艦長木梨鷹一少佐）の魚雷攻撃により空母ワスプが沈没し、さらにノースカロライナと駆逐艦オブライエンにも魚雷が命中する。オブライエンは避退中に沈没、ノースカロライナは中破した。修理後、機動部隊の護衛や、上陸作戦における支援砲撃任務に従事した。戦争末期には日本本土への艦砲射撃も行った。
第2次世界大戦後は練習艦として用いられ、その後予備艦艇として保管されたのち退役し、現在も記念艦として現存している。

## 艦歴

### 建造から太平洋戦争前半まで

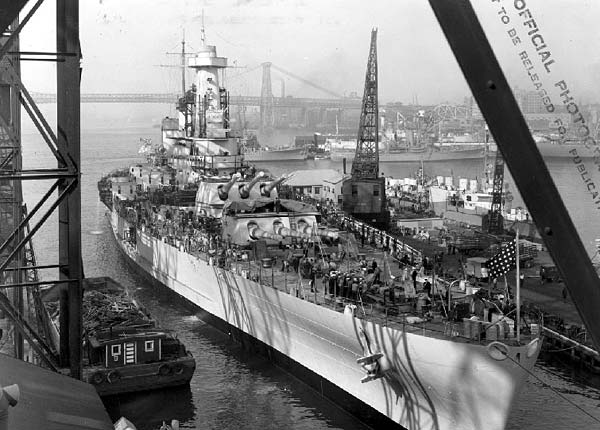
1941年4月17日、就役間もないノースカロライナ、艤装工事が続けられている

ノースカロライナ級戦艦2隻は、標準型戦艦以前に建造された旧式戦艦の代艦として計画された。その建造は、1936年（昭和11年）6月3日に議会の承認を得た。2隻の艦名は建造前から公表されている。ノースカロライナは工事予定を前倒して、1937年（昭和12年）10月27日にニューヨーク海軍工廠（その後、ブルックリン海軍工廠に改名）で起工した。
1940年（昭和15年）6月13日、、イザベル・ホーイ（ノースカロライナ州知事の娘）の手によって進水した。本艦進水後、ブルックリン海軍工廠ではただちに高速戦艦「アイオワ」の建造を開始した。
同年12月末には、工期を四ヶ月早めて1941年7月中旬竣役予定との報道があった。
1941年（昭和16年）4月9日、ノースカロライナは初代艦長オーラフ・M・ハストベット大佐の指揮下就役した。
折しもUボートの雷撃で損傷したイギリス海軍の戦艦マレーヤが、アメリカで入渠修理をおこなうためニューヨーク港に到着し、ノースカロライナの就役を待っていた。
ノースカロライナは同年7月にハワイ諸島へ回航され、太平洋艦隊の旗艦になる予定と報道された。しかし、艤装工事と試運転の際にいくつかの不具合が発覚し、特に機関の推進器の振動による問題は後部デッキの居住性を著しく損うものであった。これらの点を改修するためにシャフトとプロペラの修理が幾度となく行われ、最終的には振動を危険水準以下に抑えることに成功したが、実戦投入可能な状態になるまでには時間を要し、そのため、「ショウボート」（Showboat：「見せかけだけの（使えない）軍艦」という意味）、「USO ノースカロライナ」（USO North Carolina：修理で本土にいる期間が長いため、他の艦艇よりも多くメディアの目に触れることを揶揄して艦船接頭辞（USS）と米国慰問協会（USO）を掛けたもの）と呼ばれた。
ノースカロライナは太平洋戦争が始まる前にカリブ海で整備を完了させ、集中的に訓練を実施した。本級2隻は大西洋艦隊 (United States Atlantic Fleet) の第六戦艦戦隊 (Battleship Division 6) として太平洋戦争開戦を迎える。
1942年（昭和17年）6月10日、ノースカロライナはパナマ運河を渡って太平洋に転じた。空母ヨークタウンがミッドウェー海戦で沈没したので、空母戦力を補充するために正規空母ワスプも大西洋から太平洋に転戦した。

### ガダルカナル島の戦い
1942年（昭和17年）8月7日、アメリカ海軍はウォッチタワー作戦により、ガダルカナル島とフロリダ諸島（ツラギ島）にアメリカ海兵隊を上陸させた（ガダルカナル島の戦い、フロリダ諸島の戦い）。アメリカ軍は日本軍に勝利するために飛び石作戦（アイランドホッピング）を開始した。上陸作戦を、フレッチャー中将が指揮する第61任務部隊の空母3隻（サラトガ、エンタープライズ、ワスプ）が支援する。第61任務部隊の護衛艦艇は、戦艦1隻（ノースカロライナ）と重巡洋艦5隻、軽巡洋艦アトランタと駆逐艦多数で構成されていた（連合軍、戦闘序列）。
アメリカ海兵隊のガ島とツラギ島上陸と共に、ニューブリテン島ラバウルの第十一航空艦隊は全力で反撃する。第二十五航空戦隊司令官山田定義少将は一式陸上攻撃機、零式艦上戦闘機、九九式艦上爆撃機をガ島に送り込んだ。
ラバウル航空隊の戦果は乏しかったが、フレッチャー提督は「わが方の戦闘機損耗は大である」「これ以上、貴重な空母を危険に晒せない」と判断し、指揮下のアメリカ軍機動部隊を退避させる。上空支援がなくなったアメリカ軍輸送船団も、物資揚陸を半分ほどすませた段階で撤退したので、ガ島の海兵隊は孤立してしまった（第一次ソロモン海戦）。海兵隊は第61任務部隊の行為に幻滅を感じ、ガ島の環境の悪条件もあって、士気を喪失しかけていた。彼等は食糧不足に悩まされながらヘンダーソン飛行場の整備を急いだ。
8月下旬、日本軍はガ島に一木支隊第二梯団と海軍陸戦隊を上陸させるため、第二水雷戦隊司令官田中頼三少将が護衛する輸送船3隻を南下させていた。
一木支隊第二梯団を支援する第二艦隊（司令長官近藤信竹中将、旗艦「愛宕」）と、第三艦隊（司令長官南雲忠一中将、参謀長草鹿龍之介少将、旗艦「翔鶴」）も、ガ島に接近していた。
連合艦隊旗艦「大和」（司令長官山本五十六大将）も、作戦支援のためソロモン諸島北東海面に進出していた。
ミッドウェー作戦の時と違って、連合軍は日本海軍の新しい暗号を完全に解読していなかった。無線交信や各種の兆候から、上級部隊は「敵空母部隊はトラック島北方にいる」、「敵空母部隊は最速で8月25日頃に攻撃をしかけてくる」と判断した。
フレッチャー提督は、燃料補給のためワスプを含む第18任務部隊を南下退避させる。この判断により、第18任務部隊は機動部隊同士の決戦に間に合わなかった。
提督は手持ちの空母2隻と、一木清直陸軍大佐の一木支隊先遣隊の攻撃をはねのけたヘンダーソン飛行場の基地航空隊を投入して、連合艦隊を迎え撃った（両軍戦闘序列）。
8月24日の第二次ソロモン海戦（米呼称：東ソロモン海戦、Battle of　Eastern Solomons、東部ソロモン海戦など）において、第11任務部隊（空母サラトガ、重巡2隻、駆逐艦5隻）と第16任務部隊（空母エンタープライズ、戦艦ノースカロライナ、重巡ポートランド、軽巡アトランタ、駆逐艦5隻）は、南雲中将が率いる第一航空戦隊の攻撃に晒された。

ノースカロライナは7発の至近弾を受けたものの船体にダメージはなく、日本軍機 7機以上撃墜を記録した。瑞鶴艦爆隊のうち、空戦で被弾炎上していた指揮官機（大塚礼次郎大尉）が海中に突入、後続3機がノースカロライナに至近弾を与えたが、全機未帰還となった。
ノースカロライナが護衛していたエンタープライズには、翔鶴隊が投下した爆弾3発が命中した。エンタープライズは炎上し、舵故障となって危機に陥る。だが火災は間もなく鎮火し、応急修理にも成功、致命傷を避けることが出来た。第61任務部隊は南方へ避退した。
この日の戦闘で、アメリカ側は戦闘機20（資料によっては25機）を喪失した。
一航戦第二次攻撃隊は米軍機動部隊を発見できず、翔鶴と瑞鶴へ帰投した。
南雲機動部隊はノースカロライナをカルフォルニア型戦艦もしくはペンシルベニア級戦艦と判断し、エンタープライズをエセックス級航空母艦と推定している。

8月25日朝、伊15はノースカロライナ型戦艦1隻、エンタープライズ型空母1隻、巡洋艦2隻と駆逐艦多数のアメリカ艦隊を発見、通報した。
連合艦隊旗艦「大和」と護衛部隊は、ノースカロライナを含むアメリカ軍機動部隊を追撃するため南下を開始、北上退避する南雲機動部隊とすれ違った。
一方、連合軍はガ島ヘンダーソン飛行場とエスピリトゥサント島の航空機で日本軍輸送船団を攻撃し、輸送船金龍丸と駆逐艦睦月を撃沈、軽巡神通を撃破して、船団を撃退した。
日本軍は輸送船団によるガ島揚陸作戦を諦め、駆逐艦による鼠輸送（通称東京急行）を開始した。連合軍はエンタープライズの航空隊の一部をヘンダーソン基地に配備し、母艦をニューカレドニアのヌメアに後退させる。
サラトガとワスプおよびノースカロライナを含む機動部隊は引き続きガ島南方海域に留まり、ガ島にむかう輸送船団の支援をおこなった。
連合軍の商船乗りは、日本軍潜水艦が遊弋するガダルカナル島南東海域を「魚雷交差点」と呼んでいた。
8月26日、伊19は空母と戦艦を含む米機動部隊を発見したが、魚雷発射の機会を得られなかった。
8月31日、ノースカロライナが護衛する空母サラトガを、日本海軍の伊号第二十六潜水艦が襲撃する。
伊26は魚雷6本を発射した。魚雷1本が命中してサラトガは機関部に損傷を受け、戦線を離脱する。
サラトガが離脱して空母2隻（ホーネット、ワスプ）になったアメリカ海軍機動部隊は、引き続きソロモン諸島周辺を行動した。9月6日には伊号第十一潜水艦にホーネットが狙われた。
伊11の魚雷は、もう少しでホーネットとノースカロライナに命中するところだった。このような状況下、ヘンダーソン基地に対する川口清健陸軍少将指揮下の川口支隊総攻撃（Battle of Edson's Ridge）の顛末を見届けた。
日本側の前進部隊（第二艦隊、近藤中将）と機動部隊（第三艦隊、南雲中将）も、9月9日から10日にかけてトラック泊地を出撃し、ガ島北方海域でアメリカ軍機動部隊を警戒していた。この戦いに大和は出撃せず、その後もトラック泊地に停泊しつづけて「大和ホテル」と呼ばれた。

### 伊号第十九潜水艦の攻撃
1942年（昭和17年）9月13日午前11時45分、アメリカ軍機動部隊発見の報告により連合艦隊はソロモン方面で行動中の潜水艦を攻撃に向かわせた。伊9、伊31、伊24、伊21、伊26、伊19、伊15、伊17、伊33の順番で散開線を形成することになった。ところが伊19は命じられた散開線への移動前に旧配備地点においてワスプを発見しており、命令通りに散開線へ移動していたならば、ワスプ撃沈の戦果は得られなかった可能性が高い。
9月14日、アメリカ海兵隊をのせた輸送船6隻は、ガ島にむけてエスピリサント島を出撃した。アメリカ軍機動部隊は、この輸送船団の支援を任じられていた。B-17は前進部隊を爆撃して重巡妙高に軽微な被害を与えたが、米機動部隊の索敵機は日本軍機動部隊を発見できなかった。
9月15日、伊19（潜水艦長木梨鷹一少佐）が、南緯12度25分 東経164度25分 / 南緯12.417度 東経164.417度地点で空母ワスプ（艦長フォレスト・シャーマン大佐）を攻撃した。
伊19は日本時間午前9時50分に音源を探知、10時50分距離1万5000ｍに「空母1、大型巡洋艦1、駆逐艦数隻」を発見、11時45分に魚雷6本を発射する。ワスプに魚雷3本が命中（伊19は4本命中と聴音）、同艦は炎上して漂流したあと、雷撃処分された。
ホーネットを護衛していたノースカロライナは、ワスプ被雷地点から北北東5浬付近にいた。ワスプに命中しなかった酸素魚雷がホーネット隊の方にむかっているとの通信があったので、各艦は回避運動に入った。伊19の魚雷は、駆逐艦マスティンとデイルの艦底を通過したりかすめたりして、ノースカロライナに向かった。ノースカロライナは18ノットで航行中であったが、1番主砲塔真横の左舷に衝撃を受ける。魚雷はノースカロライナの装甲が無い吃水の深い部分(水線下20フィート)に命中し、舷側を破ってから炸裂した。火災は発生しなかったが、舷側の4層の防水区画は破壊され、衝撃で鋲が飛ぶなどして隔壁が変形し1番主砲塔基部の配電盤室や火薬庫にも浸水を来した。第2デッキや第3デッキの乗員区画も吹き上がった衝撃波で破壊された。乗員5名が死亡し23人が負傷したものの、巧みなダメージコントロールと堅牢な構造により、最大5.6度となったノースカロライナの傾斜は、およそ6分で復元された。機関には問題なく24ノットの速力発揮が可能であったが浸水を拡大させないために速度を制限して航行した。ノースカロライナは艦隊を離れて修理を行うように命令され、めくれ上がった外板を切り取ったり補強材を入れたりする応急処置を実施したのちに真珠湾に向かった。魚雷による破孔は32x18フィートの大きさであった（幅10ｍ、高さ5ｍ）。5人の死者はトンガタプ島の軍人墓地に埋葬された。修理のため、本艦は11月まで活動できなかった。
この攻撃で、駆逐艦オブライエンにも伊19の魚雷が命中した。魚雷1本を回避したが、2本目が右舷艦首に命中した。オブライエンの艦首は10番フレームより前が大破したほか、爆発の衝撃で隔壁の破損や船体へのクラック発生、外板のリベット脱落などが生じた。応急修理を受けてたのち、本格的な修理のため本国へ向かったが、同年10月19日に船体が折れて沈没した。
なお日本側の二次資料（公刊戦史『戦史叢書』など）では、伊19は一度の攻撃で3隻（ワスプ、ノースカロライナ、オブライエン）に魚雷を命中させたとする。魚雷6本を発射し、5本を命中させたことになる。しかしサミュエル・モリソンなど海外の研究者や二次資料では、伊19がワスプを撃沈し、空母ホーネットを狙った伊15がノースカロライナとオブライエンを撃破したとする見解もある。モリソン博士は「東ソロモン群島沖海戦（第二次ソロモン海戦）のときには好機を逸したこれら二隻の日本潜水艦も、その日は大あたりに当たった」と評している。しかし伊15は魚雷発射を記録しておらず、3隻の戦果はいずれも伊19によるものだった。ワスプの沈没とノースカロライナの戦線離脱により、太平洋戦線での稼動空母は一時的に空母ホーネット、新鋭戦艦はワシントンだけになった。

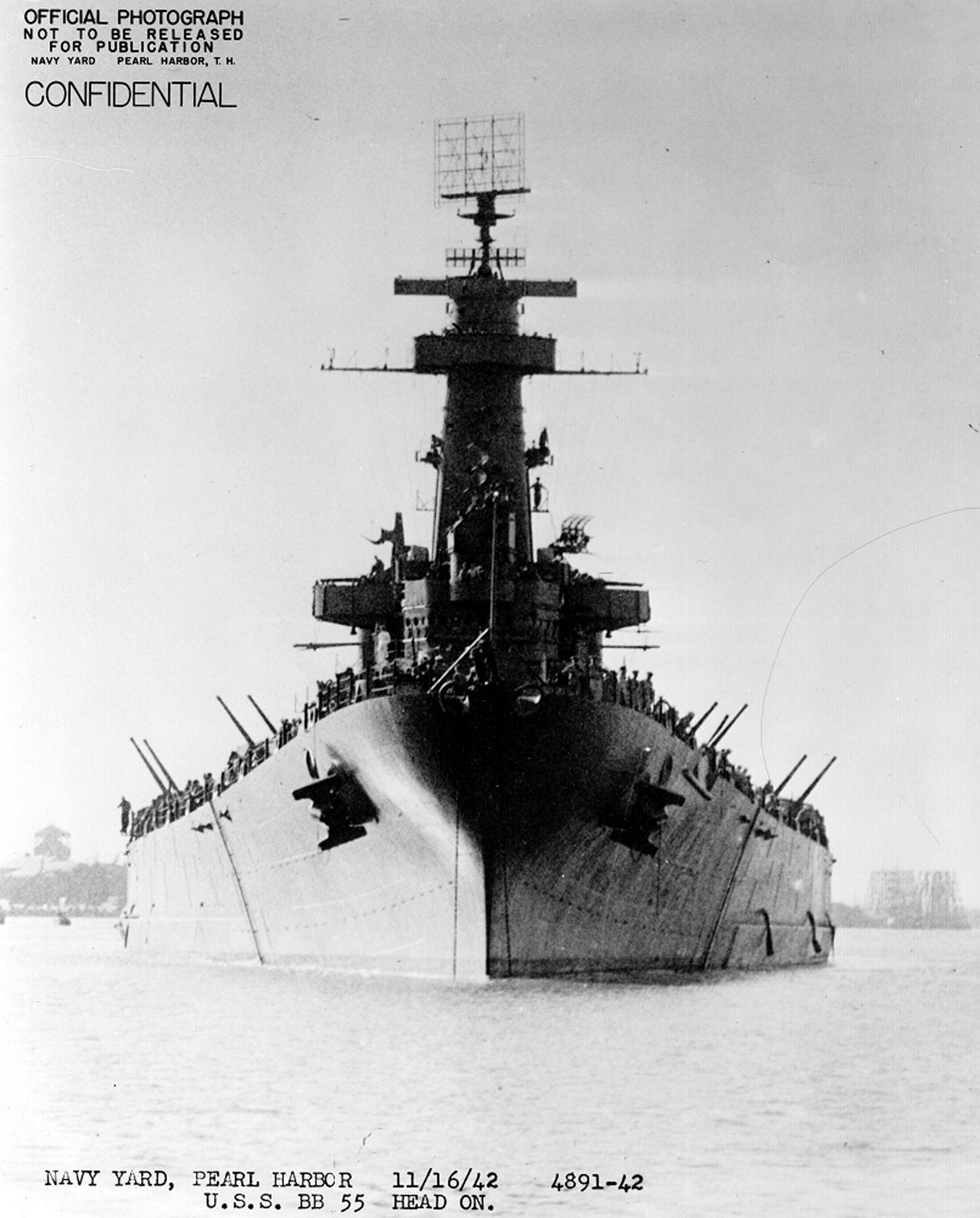
1942年11月16日、真珠湾海軍工廠で前方から見たノースカロライナ(BB-55)

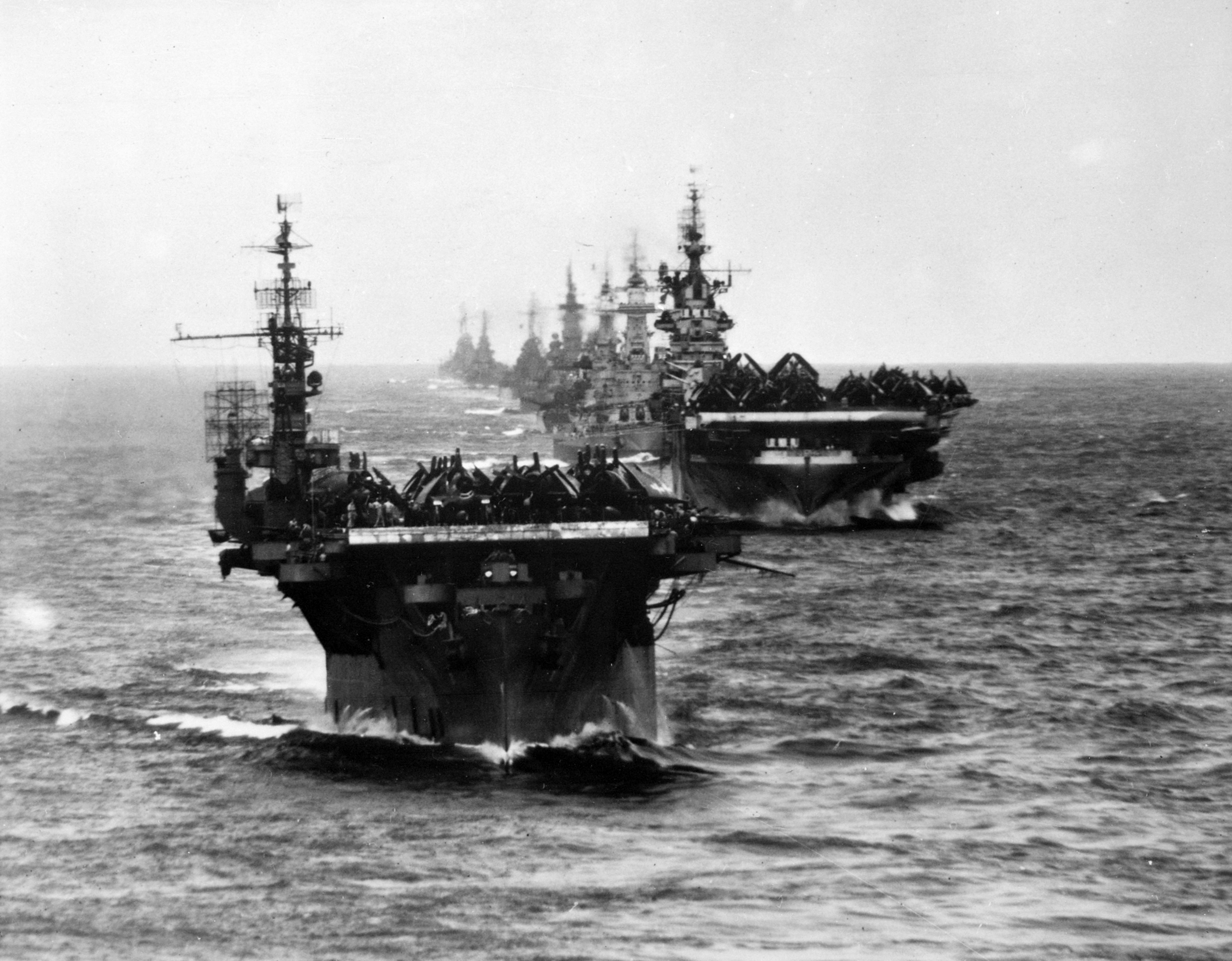
1944年12月12日、ウルシー環礁に入る第38任務部隊第3群で、先頭から軽空母ラングレー、空母タイコンデロガ、戦艦ワシントン、ノースカロライナ、サウスダコタ、巡洋艦部隊。

### 終戦まで
真珠湾で修理を終えて1942年（昭和17年）11月末に復帰したノースカロライナは、姉妹艦ワシントンや新鋭戦艦インディアナなどを基幹とするウィリス・A・リー提督の第64任務部隊に加わった。
次の年までの間、第64任務部隊はソロモン諸島で補給線を守る空母機動部隊の前衛を務めた。1943年（昭和18年）2月初頭、レンネル島沖海戦とガダルカナル島撤収作戦でガ島攻防戦に結着がつく。3月から4月にかけて真珠湾で新型の射撃管制機器とレーダー装置を装備した。9月に再び真珠湾に戻ってギルバート諸島侵攻に備えた。姉妹艦の乗組員は「われわれ（ワシントン）は真珠湾に1回しか行っていないのに、この艦（ノースカロライナ）は3回目だ。ノースカロライナが“米軍サービス機関”と言われているのも無理はない。」と評している。
その後、ギルバート・マーシャル諸島の戦い（連合軍艦隊、戦闘序列）、カビエン空襲（戊号輸送）、トラック島空襲、マリアナ沖海戦（フィリピン沖海戦、両軍戦闘序列）、グラティテュード作戦、ジャンボリー作戦、九州沖航空戦（呉軍港空襲）などの作戦や海戦において、機動部隊の護衛艦艇として転戦した。レイテ沖海戦の時は修理中だった。
1945年（昭和20年）3月下旬以降の沖縄戦でも機動部隊の護衛をつとめた（連合軍海軍部隊、戦闘序列）。4月5日、神風特別攻撃隊との対空戦闘中に僚艦から誤射されて小破した。4月7日、戦艦大和（第二艦隊旗艦）は空母機動部隊艦上機により撃沈される（坊ノ岬沖海戦）。
6月15日、ワシントンとノースカロライナは真珠湾に戻り、ワシントンはピュージェット・サウンド海軍造船所に回航された。ノースカロライナは最前線に戻り、日立市への砲撃などを実施した。8月15日に戦争が終結すると、ノースカロライナは日本占領任務にあたる上陸部隊の輸送に従事した。その後は東京湾に9月5日に錨を降ろすまで日本沿岸のパトロールを行った。その後沖縄で帰還兵を乗艦させると、本国への帰途についた（マジックカーペット作戦）。10月8日にパナマ運河を通過し、10月17日にボストンに到着、ニューヨークでオーバーホールを受ける。オーバーホールの完了後は主に練習艦としての任務に就き、ニューイングランド水域で訓練を行い、1946年夏には海軍兵学校の士官候補生を乗艦させカリブ海で訓練巡航を行った。この時は第四戦艦戦隊としてワシントンと行動を共にした。
ノースカロライナは第二次世界大戦の戦功により15個の従軍星章を受章した。

### 退役とその後
ノースカロライナは1947年（昭和22年）6月27日に退役し、不活性化の後、予備艦隊としてニュージャージー州ベイヨンにて係留保管された。1960年（昭和35年）6月1日、ノースカロライナとワシントンは予備艦艇としても退役し、同日付で海軍籍から除籍された。ワシントンはスクラップとして売却されたが、本艦は1961年（昭和36年）9月6日にノースカロライナ市民の下に管理を移され、1962年（昭和37年）4月29日、ノースカロライナ州ウィルミントンで、全ての第二次世界大戦における死者のメモリアルとして一般に公開された。本艦の木材の一部は、原子力潜水艦ノースカロライナに使用された。博物館になった先代のノースカロライナ（本艦）は、その後1986年（昭和61年）にアメリカ合衆国国定歴史建造物に指定された。
「戦艦ノースカロライナ号博物館」への訪問客は、艦の主甲板、多くの内部の部屋やいくつかの砲塔を見学することができる。博物館ではさまざまなイベントが開催され、いくつかのスペースは催し物のために貸し出されることもある。士官室には第二次世界大戦で戦死したノースカロライナ州民の氏名がリストされている。博物館にはこのほか売店、ビジターセンター、ピクニック・エリアが存在する。
博物館は1960年にノースカロライナ州の制定法によって設立された、戦艦ノースカロライナ委員会によって運営される。博物館は寄付金及び自らの収入で運営され、税金は投入されない。
博物館の改修案はいくつか計画されている。次の主な改修計画は船体の修理である。これは最も近いバージニア州ノーフォークの乾ドックに入り、ウィルミントンから数ヶ月間離れることになるかもしれないものである。

## 登場作品

### 漫画・文芸・小説
かわぐちかいじ作『ジパング』
第9巻、アッツ島攻略作戦でトーマス・C・キンケイド提督の旗艦として登場、重巡サンフランシスコや軽巡アトランタを率いていた。日本軍撤退作戦を支援していたイージス艦「みらい」とキスカ島沖合で交戦し、ハープーンミサイルが命中して大破する。また海戦前のノースカロライナ副長の回想では、空母ワスプが「みらい」のトマホークで撃沈された際にもノースカロライナが居合わせている。